# Mapa del delito

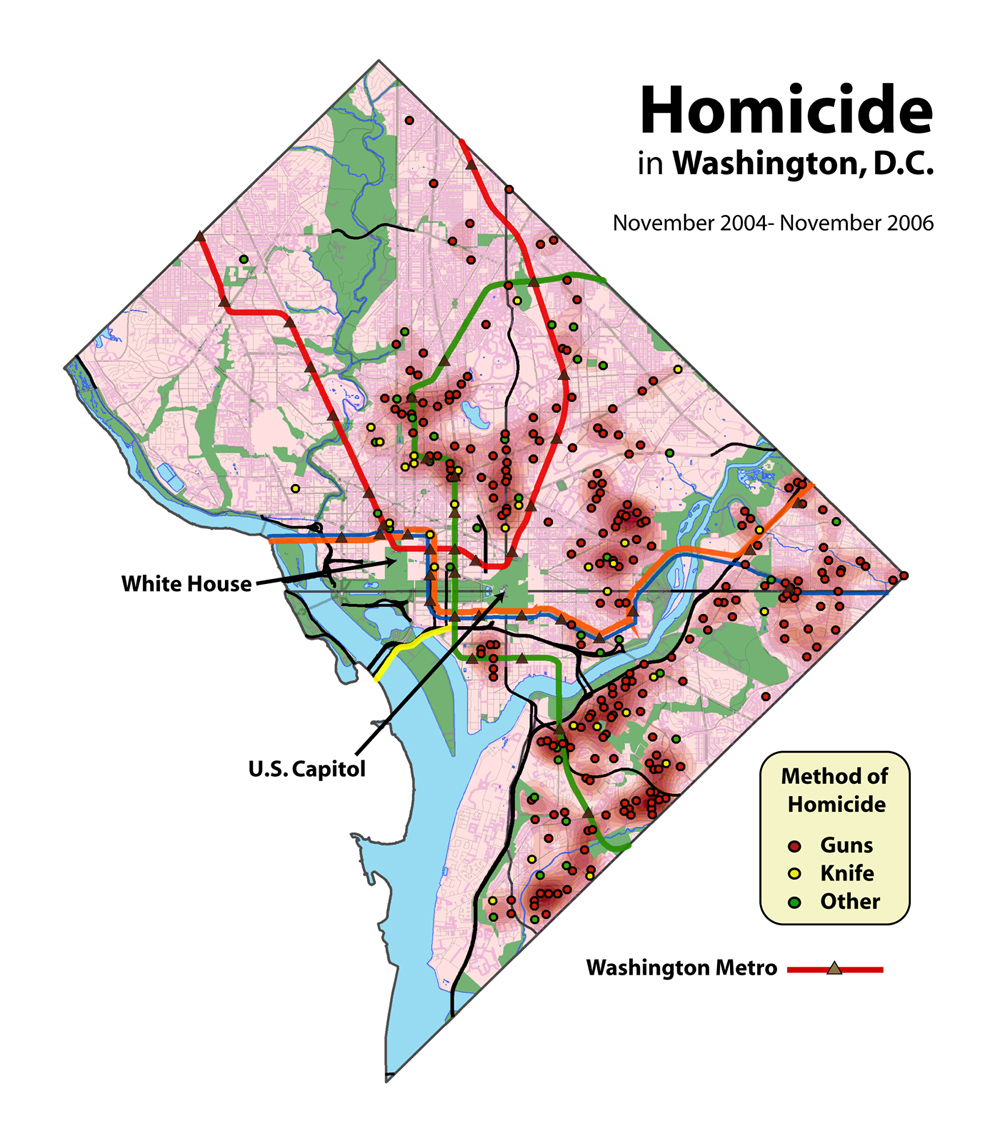
Mapa del delito de Washington D. C. mostrando los homicidios registrados entre 2004-2006

Un mapa del delito o mapa del crimen es una herramienta cartográfica utilizada por los analistas de las fuerzas de seguridad para mapear, visualizar y analizar los patrones de la delictualidad en un lugar determinado, ya sea para fines estadísticos, como también para predecir y prevenir acciones criminales futuras. Es un elemento clave en las estrategias policiales de análisis y prevención del delito, especialmente en los sistemas CompStat. La cartografía delictual permite a los expertos en el tema, usando el sistema de información geográfica, identificar los puntos críticos donde ocurren delitos junto a otros patrones y tendencias criminales. 

## Datos
El mapa del delito obtiene los datos principalmente de los registros de denuncias y de órdenes emanadas por la justicia. Con el uso del SIG, los analistas de la delincuencia pueden superponer al mapa del delito otras bases de datos, como la demografía del censo de población, las ubicaciones de los bancos, escuelas, centros comerciales, etc., para una mejor comprensión de las causas subyacentes del delito y ayudar a los agentes encargados del cumplimiento de la ley a elaborar estrategias para abordar el problema. El SIG es también útil para las operaciones del cumplimiento de la ley, como la asignación de agentes de policía y el envío a emergencias.

## Prevención del delito
Bajo una perspectiva policial y de políticas gubernamentales, los mapas del delito contribuyen para comprender los patrones conductuales de encarcelamiento y reincidencia delictual, las causas por las que se comete un delito, conocer las zonas y horarios específicos en donde se cometen cierto tipo de ilícitos, ayudando de esta forma a un uso eficiente de los recursos y en la elaboración de programas para el combate a la delincuencia. 